# Катасонов, Владимир Николаевич
Влади́мир Никола́евич Катасо́нов (род. 15 мая 1947) — советский и российский философ и богослов. Доктор философских наук, доктор богословия, профессор, действительный член РАЕН.
Один из авторов «Большой Российской энциклопедии», «Новой философской энциклопедии» и «Православной энциклопедии».
Член Экспертного совета Высшей аттестационной комиссии при Министерстве образования и науки Российской Федерации по теологии.
Член Комиссии Межсоборного присутствия по богословию и богословскому образованию РПЦ.
Член Экспертной группы по совершенствованию законодательства в сфере свободы совести и религиозных объединений Экспертного совета Комитета Государственной Думы по развитию гражданского общества, вопросам общественных и религиозных объединений.

## Биография
В 1971 году окончил механико-математический факультет МГУ им. М. В. Ломоносова.
В 1986 году в Московском государственном педагогическом институте защитил диссертацию на соискание учёной степени кандидата философских наук по теме «Философские предпосылки историко-научной концепции А. Койре».
В 1995 году в Институте философии РАН защитил диссертацию на соискание учёной степени доктора философских наук по теме «Философские предпосылки новоевропейской математики».
Работал в качестве ведущего научного сотрудника в Институте истории естествознания и техники РАН и в Институте философии РАН.
В 1993—1998 годах заочно обучался на богословском факультете Православного Свято-Тихоновского гуманитарного университета.
С 2002 года (до 2005 года — по совместительству) профессор организованной им кафедры «Философии религии и религиозных аспектов культуры» ПСТГУ, до 2011 года — заведующий этой кафедрой. Читает курсы лекций «От философии религии к религиозной философии», «Наука Нового времени и христианство», «История и философия науки (для аспирантов)»; а также специальные курсы «Философская антропология», «Введение в философскую феноменологию», «Философско-религиозные аспекты новоевропейской математики». Разработал и опубликовал учебные программы по курсам «От философии религии к религиозной философии», «Наука нового времени и христианство», «Концепции современного естествознания», «Введение в религиоведение». В 2003—2005 годах — участник Темплтоновского Семинара в Оксфорде по науке и религии.
Профессор и заведующий кафедрой «Философии» Общецерковной аспирантуры и докторантуры имени святых равноапостольных Кирилла и Мефодия. Профессор кафедры теологии и религиоведения Курского государственного университета.
С 2010 года является председателем диссертационного совета ПСТГУ по защите докторских и кандидатских диссертаций. Входил в состав ВАК РФ (2012—2016). Это был первый случай, когда туда вошел представитель христианского высшего учебного заведения
4 сентября 2012 года на заседании Общецерковного диссертационного совета под председательством митрополита Волоколамского Илариона защитил первую здесь докторскую диссертацию по богословию по теме «Концепция актуальной бесконечности как место встречи богословия, философии и науки». Официальными оппонентами выступили: Г. Г. Майоров, доктор философских наук, заслуженный профессор философского факультета МГУ; протоиерей Димитрий Лескин, доктор философских наук, кандидат богословия, заведующий межвузовской кафедрой теологии при Самарском государственном университете путей сообщения; Г. А. Калябин, доктор физико-математических наук, профессор кафедры математического анализа и теории функций Российского университета дружбы народов, профессор ПСТГУ.
Член объединённого диссертационного совета Д 999.073.04 по теологии Общецерковной аспирантуры и докторантуры имени святых равноапостольных Кирилла и Мефодия, Православного Свято-Тихоновского гуманитарного университета, Московского государственного университета имени М. В. Ломоносова и Российской академии народного хозяйства и государственной службы при Президенте Российской Федерации.
Автор более 200 научных и научно-методических работ, в том числе 11 монографий, составитель и ответственный редактор 6 научных сборников. Неоднократно руководил Секцией на ежегодной Богословской конференции ПСТГУ.

## Награды
В 1995 году курс В. Н. Катасонова «Философско-религиозные проблемы генезиса новоевропейской математики в XVII столетии» получил международную премию Фонда Джона Темплтона.
В 2012 году был награждён медалью св. Патриарха Тихона I степени.
В 2022 году был награжден орденом Свт. Макария.

## Научные труды

### Диссертации
- Катасонов В. Н. Философские предпосылки историко — научной концепции А.Койре. Автореферат диссертации на соискание ученой степени кандидата философских наук. — М., 1986.
- Катасонов В. Н. Философские предпосылки новоевропейской математики. Автореферат диссертации на соискание ученой степени доктора философских наук. — М., 1995.
- Катасонов В. Н. Концепция актуальной бесконечности как место встречи богословия, философии и науки. Автореферат на соискание степени доктора богословия. — М., 2012

### Монографии
- Катасонов В. Н. Леон Брюнсвик: История науки и философия Современные историко-научные исследования (Франция). — М.,1987.
- Катасонов В. Н. Боровшийся с бесконечным. Философско-религиозные аспекты генезиса теории множеств Г.Кантора. — М., 1999. - ISBN 5-7248-0067-5
- Катасонов В. Н. Хождение по водам. Религиозно-нравственный смысл повести А. С. Пушкина «Капитанская дочка». — М., 1999 (2023). - ISBN 5-89552-001-4
- Катасонов В. Н. Философско — религиозные проблемы науки Нового времени. Учебное пособие. — М., 2005. - ISBN 5-7429-0248-4
- Катасонов В. Н. Метафизическая математика XVII века. — М., 2010 (1993). - ISBN 5-02-008171-X
- Катасонов В. Н. Христианство, культура, наука. — М., 2011 (2009). - ISBN 978-5-7429-0427-4
- Катасонов В. Н. Введение в философскую феноменологию. Православный Свято-Тихоновский гуманитарный ун-т. — М. : Изд-во ПСТГУ, 2012. — 52, [1] с. ISBN 978-5-7429-0712-1
- Катасонов В. Н.  О границах науки. — М. : Познание, 2017(2024). - ISBN 978-5-9908680-2-1
- Катасонов В. Н.  Философская феноменология, экзистенциализм, христианство. — М. : Познание, 2018. - ISBN 978-5-906960-48-1
- Катасонов В. Н. Иван Николаевич Крамской. Религиозная драма художника. — М. : Познание, 2022. — 141 с., [4] л. цв. ил. : ил., портр. ISBN 978-5-6044877-2-3
- Катасонов В. Н. Русский мир и Православие. - М. : Общецерковная аспирантура и докторантура им. святых равноапостольных Кирилла и Мефодия, 2024. - 570 с. - ISBN 978-5-906543-26-4

### Основные статьи
- Катасонов В. Н. Актуальная бесконечность в генезисе науки Нового времени // Актуальные проблемы методологии историко — научных исследований. — М., 1984. Деп. В ИНИОН 23.07.1984, № 17569.
- Катасонов В. Н. Критика интерпретации А.Койре позднесхоластических представлений о бесконечном пространстве // Методологические проблемы историко — научных исследований. — М., 1985. Деп. В ИНИОН 24.06.85, № 21276.
- Катасонов В. Н. Апории Зенона в интерпретации А.Койре // Актуальные проблемы методологии историко — научных исследований. — М., 1984. Деп. В ИНИОН 23.07.1984, № 17569.
- Катасонов В. Н. Концепция Койре в современной зарубежной философии. Архивная копия от 4 марта 2016 на Wayback Machine // Вопросы философии. — 1985. — № 8. — С. 133—140.
- Катасонов В. Н. О «платонизме» Галилея //Исследования по истории физики и механики. — М., 1986.
- Katasonov V. N. The principle of constancy of law and Calculus of G.-W.Leibniz // Internationaler Leibniz Kongress, Vortraege. Hannover, 14-18 November 1987.
- Katasonov V. N. Э.Жильсон: Фома Аквинский // Работы Жильсона по культурологии и истории мысли. — М., 1987.
- Катасонов В. Н. Идеалистическая диалектика ΧΧ столетия. // Вопросы философии. — 1988. — № 12.
- Катасонов В. Н. Философия науки Э. Мейерсона и историконаучная концепция А.Койре. // Вопросы истории естествознания и техники. — 1989. — № 3.
- Катасонов В. Н. Аналитическая геометрия Декарта и проблемы философии техники. // Вопросы философии. — 1989. — № 12.
- Katasonov V. N. Nikolaj Fjodorov: Das Museum — nicht Res Publica, sondern Res Fratria. Jaresbericht des Landesmuseums Joanneum Graz. 1990
- Катасонов В. Н. Тема чести и милосердия в повести А. С. Пушкина «Капитанская дочка». // «Литература в школе». — 1991. — № 6.
- Катасонов В. Н. Дифференциалы и философемы (революция в математике и её философский контекст) // Традиции и революции в истории науки. — М., 1991.
- Катасонов В. Н. К.Ясперс: природа науки и её судьба. // Наука в зеркале философии XX века. М., 1992.
- Katasonov V. N. Karl Jaspers: the origins of philosophy and its place in culture // Jahrbuch der Oesterreichischen Karl Jaspers Gesellschaft, 1990—1991.
- Katasonov V. N. Gefahren einer Ideologisierung der Wissenschaft Ideologien und Ideologiekritik. Wissenschaftliche Buchgesellschaft. — Darmstadt, 1992.
- Катасонов В. Н. Генезис теории вероятностей в контексте мировоззренческих поисков XVII века. // Вопросы истории естествознания и техники. — 1992. — № 3.
- Катасонов В. Н. Философские предпосылки генезиса новоевропейской физики: к вопросу о «платонизме» Галилея. // Физическое знание, его генезис и развитие. — М.: Наука, 1993.
- Катасонов В. Н. Наука. Философия. Религия. Выступления на I и II конференциях в Дубне 1990/1991 года. — Дубна, 1994.
- Katasonov V. N. Koyré et la philosophie russe. // Alexandre Koyré. L’avventura intellettuale. — Napoli, Edizioni Scientifiche Italiane, 1994
- Katasonov V. N. The Utopies and Realities: Leibniz’ Plans for Russia Leibniz und Europa. // VI Internationaler Leibniz — Kongress. Vortraege. II Teil. Hannover, 18 bis 23 Juli 1994.
- Катасонов В. Н. Наука и теология у Г.- В. Лейбница // Философские исследования. — 1995. — № 1
- Катасонов В. Н. Основные положения общенациональной концепции образования в России. // Земский Вестник. — 1995. — № 6.
- Катасонов В. Н. Форма и формула: Типы рациональности декартовской и античной геометрии // Исторические типы рациональности. Т.2. — М.: ИФ РАН, 1996.
- Катасонов В. Н. Интеллектуализм и волюнтаризм: религиозно-философский горизонт науки нового времени // Философско-религиозные истоки науки. Отв. редактор П. П. Гайденко. — М.: Мартис, 1997
- Катасонов В. Н. Методизм и прозрения. О границах декартовского методизма // Бессмертие философских идей Декарта. Материалы Международной конференции, посвященной 400-летию со дня рождения Рене Декарта. — М., 1997.
- Катасонов В. Н. Национально — государственная идея России: верность историческому призванию. // Журнал «Москва». — 1997. — № 5.
- Катасонов В. Н. Задачи христианизации образования и науки. // Ежегодная Богословская конференция ПСТГУ. Материалы. — М., 1997
- Катасонов В. Н. Психология нации и задачи государственного строительства. // Журнал «Проблемы общественного развития». — 1998. — № 1-2.
- Катасонов В. Н. О связи религии и науки // Минские Епархиальные ведомости. — № 1(44). — 1998.
- Katasonov V. N. The gadfly, stinging the sluggish horse: the Socratic mission of Jaspers’ philosophy. // Karl Jaspers: Philosophy on the way to «World philosophy». Koenigshausen&Neumann, 1998.
- Катасонов В. Н. Герхард Хубер. Эйдос и экзистенция. // «Вопросы философии». — 1998. — № 7.
- Katasonov V. N. The integral reason: Science and religion in Russian culture. // Science & Spirit. — 1999. — V.10. — Is.5.
- Катасонов В. Н. Наука, метафизика, религия в зеркале высшего образования. // Высшее образование в контексте русской культуры XXI века: Христианская перспектива. Международная конференция, Санкт-Петербург, 24-26 мая 1999. — СПб.:ВРФШ, 2000.
- Катасонов В. Н. Технологии информационной цивилизации и мудрость книжной культуры. // Общество и книга: от Гутберлета до Интернета. — М., 2000.
- Катасонов В. Н. Лестница на небо: генезис теории множеств Г.Кантора и проблема границ науки. // Границы науки. — М.: ИФ РАН,2000.
- Катасонов В. Н. Концепция целостного разума в русской философии и Православие. // Рождественские чтения, 2000. — М., 2000.
- Катасонов В. Н. Кровью их земля русская осолилась. Христианские новомученики и история России в XX столетии. // Журнал «Православная беседа». — 2000. — № 3.
- Katasonov V. N. Missionary work of Leibniz’ philosophy. // Das Neueste ueber China. G.W.Leibnizens Novissima Sinica von 1697. Hrsg. Wenchao Li/ Hans Poser. — Stuttgart, 2000.
- Катасонов В. Н. Бесконечное в науке, философии и богословии. // Культура, математика, практика. Сб. статей под ред. проф. В. Н. Чубарикова. — М., 2000.
- Катасонов В. Н. Фундаментальные темы русской культуры и Православие. // Исторический вестник. — № 2-3 (13-14). — 2001.
- Катасонов В. Н. Научно — философские концепции бесконечности и христианство. // Науковедение. — 2001. — № 2.
- Катасонов В. Н. Точность науки, строгость философии, мудрость религии. // IX Международные Рождественские образовательные чтения, 2001. — М., 2001.
- Katasonov V. N. The boundaries of science and the ideal of integral reason in Russia religious philosophy. // Science and faith. The problem of the human being in science and theology. Proceedings of the International Сonference in 30.11- 2.12. 2000, St.Peterburg. St. Peterburg, 2001.
- Катасонов В. Н. Позитивизм и христианство: философия и история науки П. Дюгема. // Два града: диалог науки и религии в восточно- и западноевропейской традициях. — М., 2002.
- Катасонов В. Н. Христианство и научно — философские концепции бесконечности // Слово современнику. Минск, 2002. -
- Катасонов В. Н. Философия и история науки П. Дюгема. // Журнал «Вопросы философии». — 2002. — № 8.
- Катасонов В. Н. На острие дискуссий (130 лет со дня выхода в свет книги Н. Я. Данилевского «Россия и Европа»). // Идеи русского ученого — энциклопедиста Н. Я. Данилевского и реалии современного мира. Сборник статей. — М., 2002.
- Катасонов В. Н. Цивилизационный кризис XX столетия и Православие (о границах технологического мышления) Рождественские чтения, 2002. — М.,2002.
- Катасонов В. Н. Концепция бесконечности как научная «икона» Божества. // Наука — философия — религия: В поисках общего знаменателя. — М.,2003.
- Катасонов В. Н. Апофатика и наука. // Христианство и наука. Рождественские чтения, 2002. — М., 2003.
- Катасонов В. Н. Глобализация и православная идентичность. // Рождественские чтения, 2003.
- Катасонов В. Н. К вопросу о бесконечности в философии И. Канта // Историко-философский ежегодник, 2001. — М., 2003.
- Катасонов В. Н. Христианский экзистенциализм А. С. Хомякова. // Духовное наследие А. С. Хомякова: теология, философия, этика. — Тула. : Из-во ТГПУ им. Л. Н. Толстого, 2003.
- Katasonov V. N. Interview on science and religion. // Can Science Dispense With Religion? (3rd ed.) (Tehran, Iran: Institute for Humanities and Cultural Studies, 2004), edited by Mehdi Golshani
- Катасонов В. Н. Бесконечность в философии И. Канта. // ARHE. Journal of Philosophy. Faculty of Philosophy, University of Novi Sad. — № 1. — 2004.
- Катасонов В. Н. Концепция актуальной бесконечности как «научная икона» Божества // Христианство и наука. ΧΙΙ Международные Рождественские образовательные чтения. Сборник докладов конференции. — М., 2004.
- Катасонов В. Н. Джордано Бруно: тезис о бесконечности вселенной. // Космос и душа. — М., 2005
- Катасонов В. Н. Некоторые принципиальные вопросы: научно-технический прогресс и его теологические перспективы Ежегодная богословская конференция Свято — Тихоновского Богословского Института. Материалы, 2005. — М., 2005.
- Катасонов В. Н. Католический квиетизм и православный исихазм. // Христианская мысль. III. Киев, 2006.
- Катасонов В. Н. А. С. Хомяков: целая цивилизация. // А. С. Хомяков — мыслитель, поэт, публицист. Т.1. — М.,2007.
- Катасонов В. Н. О внутренних границах науки. // Наука, философия, религия. Выпуск II. — М.: ИФ РАН, 2007.
- Катасонов В. Н. Протестантская экзегеза Библии и возникновение науки Нового времени. // Вестник ПСТГУ. Богословие, философия. — М., 2007.
- Катасонов В. Н. По следам «Философии культа» свящ. Павла Флоренского: философия культа — философия культуры — история философии. // Христианская мысль. — IV. — Киев, 2007.
- Катасонов В. Н. Идеал православной синергии в творчестве И. А. Ильина. // Духовные основы жизни: философско-религиозное и культурно-педагогическое наследие И. А. Ильина в XX веке. — Самара, 2007.
- Katasonov V. N. Science and Religion Dialogue in the Russian Orthodox Tradition // Dialogue. Issues in contemporary discussions. Ed.A.P.Dopamu etc. Ikeja, Logos. Nigeria, 2007.
- Катасонов В. Н. О возможности иной цивилизации в свете опыта святых. (недоступная ссылка) // Бердянские чтения. Святость как вершина духовной культуры. — Симферополь, 2009.
- Катасонов В. Н. Физика, математика, метафизика нашей цивилизации. // Метафизика. Век XXI. — Вып.3. — Наука, философия, религия. — М., 2010.
- Катасонов В. Н. Проблема человека в философии и богословии XX века. // Вестник ПСТГУ. Богословие, философия. — М., 2010.
- Катасонов В. Н. Критика науки в традиционной философской феноменологии // журнал «Метафизика», 2011.
- Катасонов В. Н. Христианство в киноработах М. Гибсона Архивная копия от 23 октября 2012 на Wayback Machine // Международная конференция «Христианство и проблемы современного мира» (17-18 июня 2011, Краков).
- Катасонов В. Н. Бесконечность Божества: Восточная и Западная христианские традиции. Точки. — М., 2012.
- Катасонов В. Н. По следам философии священника Павла Флоренского. //Философия, богословие и наука как опыт цельного знания. Сб. статей по итогам юбилейной конференции, посвященной П. А. Флоренскому (1882—1937). — М., 2012
- Katasonov V. N. Mathematics of infinity and the Orthodox name worshipping spiritual tradition. // The Spirit in Creation and New Creation. Science and theology in Western and Orthodox Realms. Grand Rapids, Michigan. Cambridge,UK, — 2012.
- Катасонов В. Н. Религия в XXI веке. // Сборник материалов I Троицкого форума, 31 мая 2010 года. — М., 2011.
- Катасонов В. Н. Святая Русь и русская философия // Культурное наследие России", № 2, 2018
- Катасонов В. Н. Глубины и мели сборника «Из глубины (1918)» // Культурное наследие России, 2018, № 4
- Катасонов В. Н. Физика рождает метафизику // Метафизика, 2018, № 4 (30)
- Катасонов В. Н. Цифровизация, платонизм, и христианство // Культурное наследие России, 2019, № 2
- Катасонов В. Н. Вопрос о доказательстве бытия Божия // Вопросы теологии. 2020. Т. 2, № 4.
- Катасонов В. Н. La verité de la science et la verité de la Revelation dans la pensée philosophique russe // Revue des questions scientifiques. T.191, numero 1-2, 2020.
- Катасонов В. Н. Реализм в понимании Ф. М. Достоевского // Духовные смыслы национальной культуры России: Ретроспекция, современность, перспективы. Сборник по материалам международной научной конференции. 2020
- Катасонов В. Н. Ф. М. Достоевский и феноменология // Философия. Журнал Высшей школы экономики. 2021. Т.5, № 3.
- Катасонов В. Н. Цивилизация цифрократии и христианство // Annales Universitatis Paedagogicae Cracoviensis// Studia Sociologica #12 (2020), vol.1
- Катасонов В. Н. Две традиции в отношении актуальной бесконечности // Метафизика. 2021, № 3.
- Катасонов В. Н. Главная проблема религиоведения // Вопросы религии и религиоведения, Книга 1 (II). — М., 2010
- Катасонов В. Н. Критика науки в традиционной философской феноменологии // Метафизика. 2011, №2.
- Катасонов В. Н. Ахиллесова пята новоевропейской науки // Метафизика. 2013, №1(7).
- Катасонов В. Н. Научная икона Божества: актуальная бесконечность // Метафизика. 2013, №2(8).
- Катасонов В. Н. Математика бесконечности и православная духовная традиция Имяславия // Дух в творении и новое творение. Диалог науки и богословия между православной и западной сферами мысли. ПСТГУ. М., 2013
- Катасонов В. Н. Наука и религия (возможности новой методологии исследования) // Государство, религия, Церковь. 2015, №1
- Катасонов В. Н. Представление об исторической миссии славянских народов в сербской религиозно-философской мысли XX века // "Знатным украшением Отечеству послуживый..." Творчество М.В.Ломоносова и культура России Нового времени. М., 2014
- Катасонов В. Н. Достоевский и философская феноменология // Достоевский и мировая художественная культура. 2014, №31
- Катасонов В. Н. Наука и утопия // Утопия и эсхатология в культуре русского модернизма. Из-во "Индрик". М., 2016
- Катасонов В. Н. Поиск и утверждение Истины в книге "Столп и утверждение Истины" свящ.Павла Флоренского // "Философствовать в религии". Из-во ПСТГУ. М., 2017
- Катасонов В. Н. Квантовая механика, философия и религия // Метафизика, 2016, №2
- Катасонов В. Н. Информация и реальность // Метафизика, 2015, №3
- Катасонов В. Н. Физика и философская феноменология // Метафизика, 2017, №4 (26)
- Катасонов В. Н. Загадки «Сна смешного человека» Ф. М. Достоевского //Родная Ладога, 2021 № 1-2 (55-56)
- Катасонов В. Н. Православное исцеление ума и русская философия // Родная Ладога. 2021, № 3 (57).
- Катасонов В. Н. Христианская теология и принцип инерции в физике// Вопросы теологии, 2022, № 3
- Катасонов В. Н. Актуальная бесконечность, свобода и современное богословие. Труды кафедры богословия Санкт-Петербургской духовной академии. № 1, 2023.
- Катасонов В. Н. Образование в эпоху кризиса гуманизма // XXХI Международные Рождественские образовательные чтения. Духовно-нравственная в высшей школе. Мировой ценностно-мировоззренческий кризис и вызовы дегуманизации. Материалы X научно-практической конференции. Москва, 24 января 2023 г.- М. 2023
- Катасонов В. Н. Русский мир и русский монастырь // Цивилизационная реформа Петра Великого и судьбы русской духовной культуры. — М.2023
- Катасонов В. Н. Россия и Запад: старые песни о новом // XXIII ежегодная богословская конференция Православного Свято-Тихоновского гуманитарного университета. — ПСТГУ — М.2023
- Катасонов В. Н. А.Ф.Лосев о жизни и о Родине // Родная Ладога. 2023, №4
- Катасонов В. Н. К 130-летию рождения А.Ф.Лосева. Концепт личностной актуальности как категория искусствоведения у А.Ф.Лосева // Культурное наследие России. 2023, №4
- Катасонов В. Н. Богословские традиции русской философии права // Церковь и время. Бог в русской мысли, культуре, истории. ОЦАД. М., 2024
- Катасонов В. Н. Спор о сопротивлении злу силой // Родная Ладога. 2024, №2
- Катасонов В. Н. Московская школа философии права и ее богословские ориентиры // Родная Ладога. 2024, №3 (69)
- Катасонов В. Н. Религия и культура // Родная Ладога. 2024, №4 (70). С.85-92.
- Катасонов В. Н. Утопия искусственного интеллекта и христианская антропология // Богословский сборник Тамбовской духовной семинарии. 2024, №4 (29). С. 31-46.
- Катасонов В. Н. Идолатрия свободы: Николай Александрович Бердяев и Николай Ставрогин // "Я искал истины..." Материалы "круглого стола", посвященного 150-летию Н.А.Бердяева. Из-во РХГА, СПб., 2024. С.97-115.
- Катасонов В. Н. История науки и теология // Богословский сборник Тамбовской духовной семинарии. 2025, №1 (30). С.14-24.
- Катасонов В. Н. Эрос, трансцензус, и проблема бесконечности у Б.П.Вышеславцева // Метафизика. 2024, №4 (54). С.60-66.
- Катасонов В. Н. Идолатрия свободы в философии Николая Бердяева // Церковь и время. Свобода, правило, закон: Осмысление в христианской традиции и современности. Общецерковная аспирантура и докторантура имени святых равноапостольных Кирилла и Мефодия.  М., 2025. С.223-242. ISBN 978-5-906543—30-1.
- Катасонов В. Н. Время и медленное чтение // Культурное наследие России. 2025, №2 . С.3-7.
- Катасонов В. Н. Кант: некатегорический категорический императив. Вопросы теологии. 2025, №2 (Т7) С.209-216.

### Энциклопедии
Православная энциклопедия
- Катасонов В. Н. Бесконечность // Православная энциклопедия. — М., 2002. — Т. IV : Афанасий — Бессмертие. — С. 690-693. — 39 000 экз. — ISBN 5-89572-009-9.

Новая философская энциклопедия
- Катасонов В. Н. Непрерывность и прерывность // Новая философская энциклопедия / Ин-т философии РАН; Нац. обществ.-науч. фонд; Предс. научно-ред. совета В. С. Стёпин, заместители предс.: А. А. Гусейнов, Г. Ю. Семигин, уч. секр. А. П. Огурцов. — 2-е изд., испр. и допол. — М.: Мысль, 2010. — ISBN 978-5-244-01115-9.
- Катасонов В. Н. Бесконечное // Новая философская энциклопедия / Ин-т философии РАН; Нац. обществ.-науч. фонд; Предс. научно-ред. совета В. С. Стёпин, заместители предс.: А. А. Гусейнов, Г. Ю. Семигин, уч. секр. А. П. Огурцов. — 2-е изд., испр. и допол. — М.: Мысль, 2010. — ISBN 978-5-244-01115-9.

Большая Российская энциклопедия
- Бесконечность : [арх. 19 октября 2022] / Катасонов В. Н. // «Банкетная кампания» 1904 — Большой Иргиз. — М. : Большая российская энциклопедия, 2005. — С. 413—415. — (Большая российская энциклопедия : [в 35 т.] / гл. ред. Ю. С. Осипов ; 2004—2017, т. 3). — ISBN 5-85270-331-1.

### Рецензии
- Катасонов В. Н. Рецензия на книгу: Graham L., Kantor J.-M. Naming infinity/ A true story of religious mysticism and mathematical creativity. L., 2009 // Вестник ПСТГУ. — 2009. — № 3(27).
- Катасонов В. Н. Рецензия на книгу Galileo goes to jail and others myths about science and religion. Ed.R.L.Numbers. Harvard University Press, 2009 // Вестник ПСТГУ. — 2010. — № 3(31).

### Тезисы
- Катасонов В. Н. Тезисы доклада на VIII Международном Конгрессе по логике, методологии и философии науки // Abstracts, V.3. — М., 1987.
- Катасонов В. Н. Методология математики XVII века и её философский горизонт (Тезисы) // X Всесоюзная конференция по логике, методологии и философии науки. — Минск, 1990

## Публицистика
- Катасонов В. Н. Христианские новомученики и истории России в XX столетии Архивная копия от 24 октября 2012 на Wayback Machine // Православие.ру, 10.01.2000.
- Катасонов В. Н. Христианские новомученики и история России в XX столетии. // Сретенский альманах. Богословие и апологетика. — М.: Из-во Сретенского монастыря, 2001.
- Катасонов В. Н. Политическое славянофильство (о Н. Я. Данилевском). // Журнал «Москва». — № 7. — 2002.
- Катасонов В. Н. Ситуация (недоступная ссылка)  (недоступная ссылка с 19-05-2013 [4474 дня]) // Русская народная линия, 09.06.2010.

## Интервью
- Богданова О. В. Н. Катасонов: Разработка целостного философского мировоззрения — сверхзадача для нашей кафедры Архивная копия от 20 сентября 2012 на Wayback Machine // Патриархия.ру, 17.09.2012 г.